# Ryu Mi-yong
Ryu Mi-yong (en coreano: 류미영; 14 de febrero de 1921, Manchuria, China – 23 de noviembre de 2016, Pionyang, Corea del Norte) fue una política norcoreana. Fue presidenta del Partido Chondoísta Chong-u. Además, fue miembro del Presídium de la Asamblea Suprema del Pueblo, en la que fue diputada de su partido, durante la decima legislatura.

## Historia
Nació el 14 de febrero de 1921, en Harbin, China. Es la única hija de Ryu Dong-ryol, activista a favor de la independencia. En 1937, se casó con Choe Deok-sin.
En 1986, ella junto a su esposo, desertaron a Corea del Norte. En 2000, lideró una delegación de desertores que viajó a Corea del Sur para reunirse con sus familiares que dejaron allí.
Falleció en Pionyang el 23 de noviembre de 2016, debido a cáncer de pulmón. Tras su muerte, se constituyó un comité funerario, integrado por Yang Hyong-sop, Kim Yong-chol, Kim Yong-dae y otros.

## Reconocimientos
Ryu recibió la Orden de Kim Il-sung, la Orden de Kim Jong-il y el Premio Reunificación de la Patria.